# 十二邊形數
十二邊形數是能排成十二邊形的多邊形數。其概念類似三角形數及平方數，不過十二邊形數和三角形數及平方數不同，所對應的形狀沒有旋轉群對稱性的特性。
十二邊形數是一種有形數，其代表十二邊形。第n個十二邊形數的公式為：5n2 - 4n，且 n > 0。前45個十二邊形數為：
1, 12, 33, 64, 105, 156, 217, 288, 369, 460, 561, 672, 793, 924, 1065, 1216, 1377, 1548, 1729, 1920, 2121, 2332, 2553, 2784, 3025, 3276, 3537, 3808, 4089, 4380, 4681, 4992, 5313, 5644, 5985, 6336, 6697, 7068, 7449, 7840, 8241, 8652, 9073, 9504, 9945 ... （OEIS數列A051624）
計算第n個十二邊形數，也可以先將n平方加上四倍的「第(n - 1)個普洛尼克數」，寫成代數公式則變為：
{\displaystyle D(n)=n^{2}+4(n^{2}-n)}。
十二邊形數有不斷的奇偶交替的性質，在十进制中，十二边形数的末位数以1，2，3，4，5，6，7，8，9，0的规律循环出现。儘管十进制中十二邊形數的末位數可以是任何數字。
根据费马多边形数定理，所有的整数都可以表示成至多12个十二边形数的和。